# Стари капетан
Стари капетан је музичка група из Херцег Новог, основана 1970. године у Ђеновићу, гдје почиње са радом као клапа Мимоза, док од 1973. године дјелује као пјевачко друштво Стари Капетан у Баошићу, а крајем '90-тих, сједиште је у Херцег Новом. С обзиром на широк репертоар домаће и стране музике, данас дјелује као музичка група.

## Оснивање
Крајем 1970. године формирана је у Ђеновићу као клапа Мимоза, која наступа по трговима и у конобама, од 1973. године дјелује као пјевачко друштво, а задњих година као музичка група Стари Капетан. Име је добила по легендарном капетану бојног брода Мирославу Штумбергеру, чија се кућа-музеј налази у Баошићу. Средином 90-тих година, друштво прелази у Херцег Нови, представљајући се публици широким репертоаром забавних, клапских и староградских пјесама, као и класичне музике.

## Учешће на фестивалима
Учествовали су на бројним фестивалима клапске, забавне и староградске музике. На Фестивалу клапа у Омишу, 1978. и 1981. године, Стари Капетан се уласком у финале нашао у друштву најквалитетнијих клапа. Половином 80-тих, пјесме Старог капетана водеће су на топ листама Београда, Подгорице, Љубљане, Скопља. Од значајнијих наступа треба поменути концерт испред дома Стевана Мокрањца на фестивалу Мокрањчеви дани у Неготину 1994. године. На фестивалу градске пјесме и романсе Нишка јесен '98 група осваја једну од четири додијељене награде, у конкуренцији 79 учесника. Група је два пута учествовала на Фестивалу медитеранске музике у Будви, где осваја главну награду за сценски наступ, 2008. године. На фестивалу Празник мимозе у Херцег Новом, Београду и Новом Саду, учествују заједно са Јеленом Томашевић, Тијаном Дапчевић, Јеленом Розгом, Романом Панић, групом Хари Мата Хари, Рибљом чорбом, Винком Цоцем, Петром Грашом и многим другим пјевачима из бивше Југославије. Такође, учествовали су и на свечаном отварању Новог старог моста у Мостару 2004. итд.

## Репертоар
Пјесма Долазим Боко, аутора Зорана Пророчића, чувеног композитора из Котора, са фестивала Сунчане скале, у Херцег Новом, коју група изводи са својим солистом, лирским тенором Душком Шаровићем, постаје химна Боке Которске.
Група је снимила преко 120 композиција на плочама, касетама и компакт дисковима, од чега преко 40 сопствених.
Из репертоара посебно се издвајају:
- староградска балада Тамбураш (Нишка јесен '98, специјална награда публике);
- староградска балада Хтио бих те заборавит (Нишка јесен '97, пјесма датира из далеке 1985. године);
- црногорска класика у болеро стилу Још не свиће рујна зора (датира из 1997. године);
- химна Боке Которске Долазим Боко (Сунчане скале '98.);
- приморска класика Амор, амор, (Пјесма Медитерана '08, Будва, главна награда за сценски наступ), са примадоном новосадске опере, Милицом Стојадиновић, из Новог Сада;
- приморска класика из серије Ларин избор, Само љубав остаје, која постаје велики хит на подручју Балкана и шире;
- приморска балада Зора била, једна од најслушанијих композиција на приморју;
- приморска балада Злато љубави, приморска класика.

## Диригенти
Од оснивања до данас кроз групу је прошло преко 20 пјевача и 8 водитеља. Најдубље трагове у стилу и репертоару оставили су својим композицијама и дириговањем: професор Јусуф Омерагић из Сплита (дириговао 70-тих, на самом почетку при формирању клапског друштва), професор Милорад-Миња Вучетић, који је 80-тих година водио групу, професор Огњен Бомоштар из Сарајева, један од најпознатијих диригената на просторима бивше Југославије, професор Новица Јовановић, са којим је снимљен други компакт диск Старог Капетана, професор Јулио Марић, из Херцег Новог (поред Старог Капетана, радио је са многим познатим клапама из Далмације), професор Петар Ракић (душа музичког живота Косовске Митровице и директор Норт Сити фестивала) био на челу групе почетком 2000. године, професор Мирела Шћасни, професор соло пјевања из Херцег Новог, која је дала посебан гласовни печат - боју Старом Капетану, професор Стефан Шаровић, дипломирани музичар, професор клавира и солфеђа, а уједно као бас-баритон и члан наше групе, који даје нову ноту у пјесмама Старог Капетана.

## Садашњи чланови
- 1. тенор (вокални солиста): Душко Шаровић
- 2. тенор: Петар Шаровић
- баритон: Батрић Бато Контић
- бас-баритон: Владимир Шаровић
- бас-баритон: Стефан Шаровић
- бас: Драган Драги Лазаревић